# Chlorophytum comosum
Chlorophytum comosum (Thunb.) Jacques, 1862, comunemente nota come falangio, è una specie di pianta perenne sempreverde della famiglia delle Asparagaceae.

## Descrizione
Cresce fino a circa 60 cm di altezza, anche se spesso ha portamento ricadente. Ha radici tuberose, lunghe circa 5–10 cm. Le foglie raggiungono una lunghezza di 20–45 cm e sono larghe 6–25 millimetri.
L'infiorescenza che può raggiungere una lunghezza di 75 cm, spesso piegata verso il basso. Presenta da uno a sei fiori, di colore bianco-verde, con tepali lunghi 6–9 cm. Si riproduce mediante stoloni che generano, al loro estremo, nuove piante dotate di radici avventizie.

## Distribuzione
Originaria dell'Africa è diffusa in tutto il mondo come pianta da interno.

## Cultivar
Essendo molto popolare come pianta d'appartamento i cultivar di questa pianta sono numerosi. Due sono i più popolari:
- C. comosum 'Vittatum' ha foglie verdi con un'ampia striscia bianca al centro della lamina.[7][8] Gli steli degli stoloni sono bianchi.
- C. comosum 'Variegatum' ha foglie di colore verde scuro con margini bianchi,[7][9] mentre gli steli sono verdi.[8]

Entrambe le cultivar sono fregiate del premio Garden Merit assegnato dalla Royal Horticultural Society.